# Jonas Gudauskas
Jonas Gudauskas (* 21. Oktober 1970 in Šiauduva, Rajongemeinde Šilalė) ist ein litauischer Politiker, Bürgermeister der Rajongemeinde.

## Leben
2001 absolvierte er Wirtschaftsstudium an der Lietuvos žemės ūkio universitetas. 2004 war er Direktor bei UAB „Šilalės šilumos tinklai“, von 2007 bis 2009 stellvertretender Bürgermeister und ab 2011  Bürgermeister von Šilalė, von 2009 bis 2011 Administrationsdirektor der Gemeinde.
Er ist Mitglied der Tėvynės sąjunga.
Er ist verheiratet. Mit Frau Zita hat er die Söhne Mantas, Modestas und Tadas.

## Quelle
- 2011 m. Lietuvos savivaldybių tarybų rinkimai

| Personendaten    | Personendaten                  |
| ---------------- | ------------------------------ |
| NAME             | Gudauskas, Jonas               |
| KURZBESCHREIBUNG | litauischer Politiker          |
| GEBURTSDATUM     | 21. Oktober 1970               |
| GEBURTSORT       | Šiauduva, Rajongemeinde Šilalė |